# 定矩 (小惑星)
定矩（さだのり、7205 Sadanori）は小惑星帯に位置する小惑星。群馬県大泉町のアマチュア天文家、小林隆男が発見した。
山口県出身の天文学者、岡村定矩から命名された。